# Vall de Cofrents
La Vall de Cofrents és una comarca de l'interior del País Valencià, amb capital a Aiora. També ha estat coneguda com la Vall de Cofrents o la Serrania d'Aiora.
Limita pel nord amb la Plana d'Utiel i la Foia de Bunyol, a l'est amb la Canal de Navarrés i al sud-oest amb Castella.

## Municipis
Les dades bàsiques dels «7 municipis», amb les xifres de població del padró municipal d'habitants 2023, són:
| Municipi           | Habitants (2023) | Sup. (km²) | Dens. (2023) (hab./km²) |
| ------------------ | ---------------- | ---------- | ----------------------- |
| Aiora              | 5.223            | 446,6      | 11,7                    |
| Cofrents           | 1.130            | 103,2      | 10,9                    |
| Xalans             | 810              | 94,8       | 8,5                     |
| Xarafull           | 765              | 103,1      | 7,4                     |
| Cortes de Pallars  | 753              | 233,0      | 3,2                     |
| Teresa de Cofrents | 611              | 110,8      | 5,5                     |
| Zarra              | 364              | 49,7       | 7,3                     |
| Vall de Cofrents   | 9.656            | 1.141,2    | 8,5                     |

## Comarca històrica
La Vall de Cofrents és una comarca històrica que ja apareixia com a Serrania d'Aiora al mapa de comarques d'Emili Beüt «Comarques naturals del Regne de València» publicat l'any 1934.

## Història
Amb l'expansió conqueridora dels regnes cristians medievals, la lluita per la possessió de la Vall va enfrontar amb freqüència la corona de Castella i Aragó, de manera que aquestes terres canviaren sovint d'amo retornant ocasionalment als seus senyors musulmans. Aquestes disputes frontereres es resolgueren amb la definitiva reconquesta pel rei Jaume I el Conqueridor, que després va cedir la vall a la Corona de Castella en virtut del Tractat d'Almizra (1244), atorgant-se al senyor de Villena, l'infant Manuel de Castella. El 1281, amb la signatura del Tractat d'Ágreda entre el rei castellà Alfons X el Savi i Pere III el Gran, va passar a domini de la Corona d'Aragó. A canvi, Pere el Gran reconeixia Sanç, fill d'Alfons X el Savi, com a hereu. No obstant això, la definitiva integració de la vall en el Regne de València no es va produir fins a la signatura del Tractat d'Elx el 1305, durant el regnat de Jaume el Just. La zona va passar a formar part de la Governació de València, a diferència de la resta de zones conquerides originalment per Castella, que van integrar-se en la Governació d'Oriola.